# Avinahalli, Sagar
Avinahalli là một làng thuộc tehsil Sagar, huyện Shimoga, bang Karnataka, Ấn Độ.